# 250-talet f.Kr.

## Händelser
- 264-241 f.Kr. - Första puniska kriget utkämpas.

## Födda
- Titus Macchius Plautus, romersk pjäsförfattare, som anses ha lagt grunden till den moderna komedin (död 184 f.Kr.).

## Avlidna
- 250 f.Kr. – Marcus Atilius Regulus, romersk konsul.